# Vergné
Vergné település Franciaországban, Charente-Maritime megyében. Lakosainak száma 168 fő (2022. január 1.). Vergné Coivert, La Croix-Comtesse, La Jarrie-Audouin, Loulay, Lozay, Migré és Villeneuve-la-Comtesse községekkel határos.

## Népesség
A település népessége az elmúlt években az alábbi módon változott:
| Lakosok száma | 177  | 169  | 174  | 152  | 143  | 141  | 138  | 151  | 158  | 168  |
|               | 1968 | 1982 | 1990 | 2006 | 2013 | 2015 | 2017 | 2019 | 2020 | 2022 |